# Cruzília
Cruzília is een gemeente in de Braziliaanse deelstaat Minas Gerais. De gemeente telt 15.373 inwoners (schatting 2009). 
- De plaats is bij paardenliefhebbers bekend als geboortegrond van de mangalarga marchador.